# Łuhanoczka Ługańsk
ŻFK Łuhanoczka Ługańsk (ukr. ЖФК «Луганочка» Луганськ) – ukraiński klub piłki nożnej, futsalu oraz piłki nożnej plażowej kobiet, mający siedzibę w mieście Ługańsk na wschodzie kraju, grający w rozgrywkach ukraińskiej Wyższej ligi piłki nożnej oraz Mistrzostw Ukrainy w piłce nożnej plażowej i futsalowej Wyższej Ligi.

## Historia
Chronologia nazw:
- 1987: ŻFK Łuhanoczka Ługańsk (ukr. ЖФК «Луганочка» Луганськ)
- 1994: klub rozwiązano
- 2001: ŻFK Łuhanoczka Ługańsk (ukr. ЖФК «Луганочка» Луганськ)
- 2005: ŻFK Zoria-Hirnyk Ługańsk (ukr. ЖФК «Зоря-Гірник» Луганськ)
- 2006: ŻFK Zoria-2000 Ługańsk (ukr. ЖФК «Зоря-2000» Луганськ)
- 2007: ŻFK Zoria-Spartak Ługańsk (ukr. ЖФК «Зоря-Спартак» Луганськ)
- 2008: klub rozwiązano
- 2013: ŻFK Łuhanoczka-NPAŁ Ługańsk (ukr. ЖФК «Луганочка-НПАЛ» Луганськ)
- 2016: ŻFK Łuhanoczka-AsMAP-Spartak Ługańsk (ukr. ЖФК «Луганочка-АсМАП-Спартак» Луганськ)
- 2017: ŻFK Łuhanoczka-Spartak Ługańsk (ukr. ЖФК «Луганочка-Спартак» Луганськ)
- 2020: ŻFK Łuhanoczka Ługańsk (ukr. ЖФК «Луганочка» Луганськ)

Klub piłkarski ŻFK Łuhanoczka został założony w Ługańsku 2 grudnia 1987 roku przy kombinacie obiektów sportowych "Awanhard". 10 kwietnia 1988 roku drużyna rozegrała swój pierwszy mecz z Trudowi Rezerwy Roweńki. W tym samym roku drużyna zagrała w kilku turniejach piłki nożnej kobiet. W 1989 roku zespół wziął udział w Mistrzostwach ZSRR wśród drużyn związkowych (pierwsze nieoficjalne mistrzostwa kraju). W listopadzie 1989 roku klub został oficjalnie utworzony. W 1990 zespół debiutował w Pierwoj Lidze ZSRR, w której zajął trzecie miejsce w 1 grupie. W następnym sezonie 1991 zajął ósme miejsce w 2 grupie w Wysszej Lidze ZSRR. Również debiutował w rozgrywkach Pucharu ZSRR, ale już w pierwszym etapie zajął 2 miejsce w grupie i zakończył występy. Po rozpadzie ZSRR i uzyskaniu przez Ukrainę niepodległości startował w 1992 roku w rozgrywkach Wyższej ligi, zajmując 6.miejsce. W następnym roku awansował na piątą pozycję. Ale w 1994 roku z przyczyn finansowych klub został rozwiązany.
Później klub został reaktywowany i w 2001 roku startował ponownie w Wyższej lidze. W 2001 i 2003 drużyna zajęła końcowe czwarte miejsce w mistrzostwach, a w 2002 – piąte. A w 2004 klub nie uczestniczył w żadnych rozgrywkach.
Jesienią 2005 drużyna futsalu Zoria-Hirnyk zgłosiła się do rozgrywek futsalowej Pierwszej ligi kobiet. W sezonie 2005/06 zespół zdobył mistrzostwo ligi i awansował do Wyższej ligi. W następnym sezonie 2006/07 jako Zoria-Spartak debiutował na najwyższym poziomie, zajmując piąte miejsce.
W sezonie 2006 jako następca Łuhanoczki, zespół z nazwą Zoria-2000 wznowił swoje występy w rozgrywkach Wyższej ligi, zajmując 7.miejsce. W 2007 już z nazwą Zoria-Spartak awansował na piątą pozycję. Jednak w 2008 drużyna wycofała się z mistrzostw po 2 kolejce, a wyniki meczów z jej udziałem zostały unieważnione. Z przyczyn finansowych klub został znów rozwiązany.
W 2013 jako Łuhanoczka-NPAŁ Ługańsk został odrodzony i startował w futsalowej Pierwszej lidze kobiet.
W 2014 w związku z rozpoczęciem wojny w Donbasie klub przeniósł się do miasta Siewierodonieck.
W sezonie 2016 z nazwą Łuhanoczka-AsMAP-Spartak zespół zgłosił się ponownie do rozgrywek Pierwszej ligi piłki nożnej, zwyciężając przed czasem w grupie C. Jednak w rundzie półfinałowej drużyna z obwodu ługańskiego zajęła ostatnie 3 miejsce i nie mogła walczyć o awans do Wyższej ligi. Potem występowała bez większych sukcesów. W 2017 roku po zmianie nazwy na Łuhanoczka-Spartak zajęła przedostatnie trzecie miejsce w grupie C i nie awansowała do turnieju finałowego. W kolejnym sezonie powtórzyła ten wynik – trzecie (ostatnie) miejsce w grupie C. W sezonie 2018/19 po raz kolejny była ostatnią w grupie, zajmując 5.miejsce w grupie B. Po zakończeniu sezonu 2019/20, w którym klub zajął ponownie ostatnie piąte miejsce w grupie B, klub zrezygnował z dalszych występów w mistrzostwach.
Również w 2018 jako Łuhanoczka zespół startował w drugich mistrzostwach Ukrainy w piłce nożnej plażowej kobiet, zajmując końcowe piąte miejsce mistrzostw Ukrainy wśród kobiet Beach Soccera. W następnym 2019 ponownie drużyna przegrała w ćwierćfinale mistrzostw. W 2020 został sklasyfikowany na 6-7 pozycji.
W sezonie 2020/21 drużyna futsalu Łuhanoczka zgłosiła się do rozgrywek futsalowej Wyższej ligi kobiet, zajmując trzecie miejsce w grupie 2.

## Barwy klubowe, strój, herb, hymn
|  |  |

Klub ma barwy czarno-białe. Piłkarki domowe spotkania zazwyczaj grają w bordowych koszulkach, czarnych spodenkach oraz bordowych getrach.

## Sukcesy

### Trofea międzynarodowe
Nie uczestniczył w rozgrywkach europejskich (stan na 31-05-2021).

### Trofea krajowe
piłka nożna
| \| \| Zdobyte trofea w rozgrywkach Ukrainy (stan na: 31-05-2021) \| |                                                            |      |                             |
| Rozgrywki                                                           | Osiągnięcie                                                | Razy | Sezon(y)                    |
| Mistrzostwo                                                         | I miejsce                                                  | 0    |                             |
| Mistrzostwo                                                         | II miejsce                                                 | 0    |                             |
| Mistrzostwo                                                         | III miejsce                                                | 0    |                             |
| Mistrzostwo                                                         | 4.miejsce                                                  | 1    | 2001                        |
| Puchar                                                              | zdobywca                                                   | 0    |                             |
| Puchar                                                              | finalista                                                  | 0    |                             |
| Puchar                                                              | półfinalista                                               | 1    | 2001                        |
| II liga                                                             | I miejsce                                                  | 1    | 2016 (gr.C)                 |
| II liga                                                             | II miejsce                                                 | 0    |                             |
| II liga                                                             | III miejsce                                                | 2    | 2017 (gr.C), 2017/18 (gr.C) |
| Ukraina                                                             | Zdobyte trofea w rozgrywkach Ukrainy (stan na: 31-05-2021) |      |                             |

piłka nożna plażowa
| \| \| Zdobyte trofea w rozgrywkach Ukrainy (stan na: 31-05-2021) \| |                                                            |      |            |
| Rozgrywki                                                           | Osiągnięcie                                                | Razy | Sezon(y)   |
| · Mistrzostwo                                                       | I miejsce                                                  | 0    |            |
| · Mistrzostwo                                                       | II miejsce                                                 | 0    |            |
| · Mistrzostwo                                                       | III miejsce                                                | 0    |            |
| · Mistrzostwo                                                       | 5.miejsce                                                  | 2    | 2018, 2019 |
| Ukraina                                                             | Zdobyte trofea w rozgrywkach Ukrainy (stan na: 31-05-2021) |      |            |

futsal
| \| \| Zdobyte trofea w rozgrywkach Ukrainy (stan na: 31-05-2021) \| |                                                            |      |             |
| Rozgrywki                                                           | Osiągnięcie                                                | Razy | Sezon(y)    |
| · Mistrzostwo                                                       | I miejsce                                                  | 0    |             |
| · Mistrzostwo                                                       | II miejsce                                                 | 0    |             |
| · Mistrzostwo                                                       | III miejsce                                                | 0    |             |
| · Mistrzostwo                                                       | 3.miejsce                                                  | 1    | 2020/21 (B) |
| Puchar                                                              | zdobywca                                                   | 0    |             |
| Puchar                                                              | finalista                                                  | 0    |             |
| II liga                                                             | I miejsce                                                  | 1    | 2005/06     |
| II liga                                                             | II miejsce                                                 | 0    |             |
| II liga                                                             | III miejsce                                                | 0    |             |
| Ukraina                                                             | Zdobyte trofea w rozgrywkach Ukrainy (stan na: 31-05-2021) |      |             |

## Poszczególne sezony
piłka nożna
piłka nożna plażowa
futsal

### Rozgrywki międzynarodowe

#### Europejskie puchary
Nie uczestniczył w rozgrywkach europejskich (stan na 31-05-2021).

### Rozgrywki krajowe
piłka nożna
| \| Ukraina \| Bilans występów klubu w rozgrywkach piłkarskich Ukrainy (Stan na 31 maja 2021 r.) \| \| |                                                                                   |        |       |   |   |   |    |    |     |                                 |        |        |      |
| Poziom                                                                                                | Rozgrywki                                                                         | Sezony | Mecze | Z | R | P | B+ | B– | Pkt | Lata                            | Awanse | Spadki | Naj. |
| I | Wyszcza liha                                                                      | 7      |       |   |   |   |    |    |     | 1992–1993, 2001–2003, 2006–2008 | 0      | 0      | 4    |
| II | Persza liha                                                                       | 5      |       |   |   |   |    |    |     | 2016–2020                       | 0      | 0      | 1    |
| | Puchar Ukrainy                                                                    | ?      |       |   |   |   |    |    |     | od 1992                         | 0      | 0      | 1/2  |
| Ukraina                                                                                               | Bilans występów klubu w rozgrywkach piłkarskich Ukrainy (Stan na 31 maja 2021 r.) |        |       |   |   |   |    |    |     |                                 |        |        |      |

piłka nożna plażowa
| \| \| Bilans występów klubu w rozgrywkach piłki nożnej plażowej Ukrainy (Stan na 31 maja 2021 r.) \| |                                                                                             |        |       |   |   |   |    |    |     |         |        |        |      |
| Poziom                                                                                               | Rozgrywki                                                                                   | Sezony | Mecze | Z | R | P | B+ | B– | Pkt | Lata    | Awanse | Spadki | Naj. |
| I | Mistrzostwa Ukrainy                                                                         | 3      |       |   |   |   |    |    |     | od 2018 | 0      | 0      | 5    |
| Ukraina                                                                                              | Bilans występów klubu w rozgrywkach piłki nożnej plażowej Ukrainy (Stan na 31 maja 2021 r.) |        |       |   |   |   |    |    |     |         |        |        |      |

futsal
| \| \| Bilans występów klubu w rozgrywkach Ukrainy (Stan na 31 maja 2021 r.) \| |                                                                       |        |       |   |   |   |    |    |     |                  |        |        |      |
| Poziom                                                                         | Rozgrywki                                                             | Sezony | Mecze | Z | R | P | B+ | B– | Pkt | Lata             | Awanse | Spadki | Naj. |
| I                                                                              | Wyszcza liha                                                          | 2      |       |   |   |   |    |    |     | 2006/07, od 2020 | 0      | 0      | 3    |
| II                                                                             | Persza liha                                                           | 1      |       |   |   |   |    |    |     | 2005/06          | 1      | 0      | 1    |
|                                                                                | Puchar Ukrainy                                                        | ?      |       |   |   |   |    |    |     | od 2005          | 0      | 0      | ?    |
| Ukraina                                                                        | Bilans występów klubu w rozgrywkach Ukrainy (Stan na 31 maja 2021 r.) |        |       |   |   |   |    |    |     |                  |        |        |      |

## Struktura klubu

### Stadion
Klub rozgrywał swoje mecze domowe na stadionie Barsa w Sumach, który może pomieścić 1 tys. widzów.

## Hala
Drużyna rozgrywał swoje mecze w Hali ŁTK Arena, znajdującej się przy ul. Oboronna 120 w Ługańsku.

## Kibice i rywalizacja z innymi klubami

### Derby
- Donczanka-CPOR Donieck